# Manuel Alía Medina
Manuel Alía Medina (Toledo, 25 d'octubre de 1917 - Madrid, 25 de febrer de 2012) fou un geòleg espanyol, acadèmic de la Reial Acadèmia de Ciències Exactes, Físiques i Naturals i considerat el descobridor dels jaciments de fosfats de Bucraa, al Sàhara Occidental.

## Biografia
Llicenciat en ciències naturals per la Universitat de Madrid el 1940, l'any següent es va incorporar al grup del Laboratori de Geografia Física de la Universitat de Madrid i marxà al Sàhara Espanyol, on va fer estudis sistemàtics d'estratigrafia, geomorfologia i tectònica. El 1944 es va doctorar amb premi extraordinari amb una tesi sobre la geologia del Sàhara. El 1947 formà part del grup de geòlegs que van descobrir els jaciments de fosfats de Bucraa. El 1949 va fer una expedició a Guinea Espanyola. El 1952 va presentar el primer mapa geològic del Sàhara Espanyol a escala: 1:2.000.000 i el 1953 fou nomenat cap del Servei d'Investigació Geològica de la Junta d'Energia Nuclear. El 1962 va contribuir al mapa tectònic d'Àfrica amb la part del Sàhara espanyol. Entre altres càrrecs, fou delegat a l'Àfrica Occidental Espanyola de l'Institut d'Estudis Africans del CSIC, director del Servei Geològic i Mineralògic de l'Àfrica Occidental Espanyola, ca pde la Secció de Geologia Estructural de l'Institut «Lucas Mallada» (CSIC), assessor secretari del Departament de Geologia de la Fundació Juan March, vocal de la Comissió Nacional de Geodèsia i Geofísica, vicepresident de la Reial Societat Geogràfica d'Espanya i president de la Reial Societat Espanyola d'Història Natural. El 1973 fou escollit acadèmic de la Reial Acadèmia de Ciències Exactes, Físiques i Naturals, en va prendre possessió el 1976 amb el discurs Sobre los procesos del interior de la Tierra.
El 1948 va obtenir per oposició la càtedra de geografia física i geologia aplicada en la Facultat de Ciències de la Universitat de Valladolid. El 1963 va obtenir la càtedra de geodinàmica interna a la Universitat Central de Madrid que va ocupar fins a la seva jubilació el 1985. Ha estat guardonat amb les grans creus de l'Orde del Mèrit Civil, de l'Orde Civil d'Àfrica i de l'Orde d'Isabel la Catòlica

## Obres
- Características morfológicas y geológicas de la zona septentrional del Sahara Español (1945)
- Enriquecimiento ferruginoso en el Devónico del Sahara Español
- Los yacimientos de fosfatos sedimentarios del Sahara Español (1950)
- La Guinea Continental Española: Datos geográficos e investigaciones geológicas recientes,
- Results obtained in the radiactive prospection of some spanish areas
- Sobre la tectónica profunda de la fosa del Tajo
- Rasgos estructurales de la Baja Extremadura
- Evolution post-hercynienne dans les regions centrales de la Meseta espagnole
- Una megaestructura de la Meseta Ibérica: La Bóveda Castellana-Extremeña